# Cerkev sv. Štefana, Grabštanj
Rimskokatoliška župnijska cerkev Šentštefan, Grabštanj (nemško Grafenstein) se nahaja v istoimenski občini na vzhodnem Celovškem polju na vznožju Radiških Gur v političnem okraju Celovec-dežela na avstrijskem Južnem Koroškem. Župnija je pod zavetništvom svetega Štefana.
Župnija Grabštanj spada pod dvojezično dekanijo Tinje Krške škofije. Do leta 1938 je bila uradno slovenska fara in je danes uradno le še nemška/nemškega jezika.   Župnijska cerkev je pod spomeniškim varstvom. 

## Zgodovina
Leta 1116 se omenja posvetitev predhodne cerkve in zasebne cerkve plemičev iz Lungaua. Razpadajoča cerkev je bila verjetno obnovljena kot župnijska cerkev. Leta 1158 je cerkev prešla pod okrilje katedralnega kapitlja v Krki, omenjena pa je bila še leta 1184, 1265 in 1287. Leta 1629 se je oblast (nem. Vogtei) znašla v lasti Rožemberžanov (rodbine (nem.) Rosenberg).

## Arhitektura
V osnovi romanska cerkev s stolpom nad korom ima gotski poligonalni kor in je bila kasneje barokizirana. Baročne kapele so prizidane na severni ter na južni strani. Cerkev se nahaja vzhodno ob gradu Grabštanj. Na zahodu je bila dodana odprta veranda. Masivni vzhodni stolp ima velike koničaste obokane zvočna okna in ima baročno čebulasto streho. Na vzhodni steni pod streho kora je še vedno delno ohranjena romanska apsida. Gotski zahodni portal je ogliščni. Na severni strani je v okroglo obokani plitvi niši izrezljana skupinska pieta iz 19. stoletja s poslikanim ozadjem, ki jo je izdelal Josef Veiter (1887). Vzhodno od kora je križ iz prve polovice 17. stoletja.

## Notranja oprema
Glavni oltar iz prve polovice 18. stoletja ima visokokakovostne baročne figure, domnevno delo kiparja Christopha Rudolpha.

## Spletne povezave
- Domača stran Krške škofije: http://www.kath-kirche-kaernten.at/grafenstein